# 神奈川新町駅

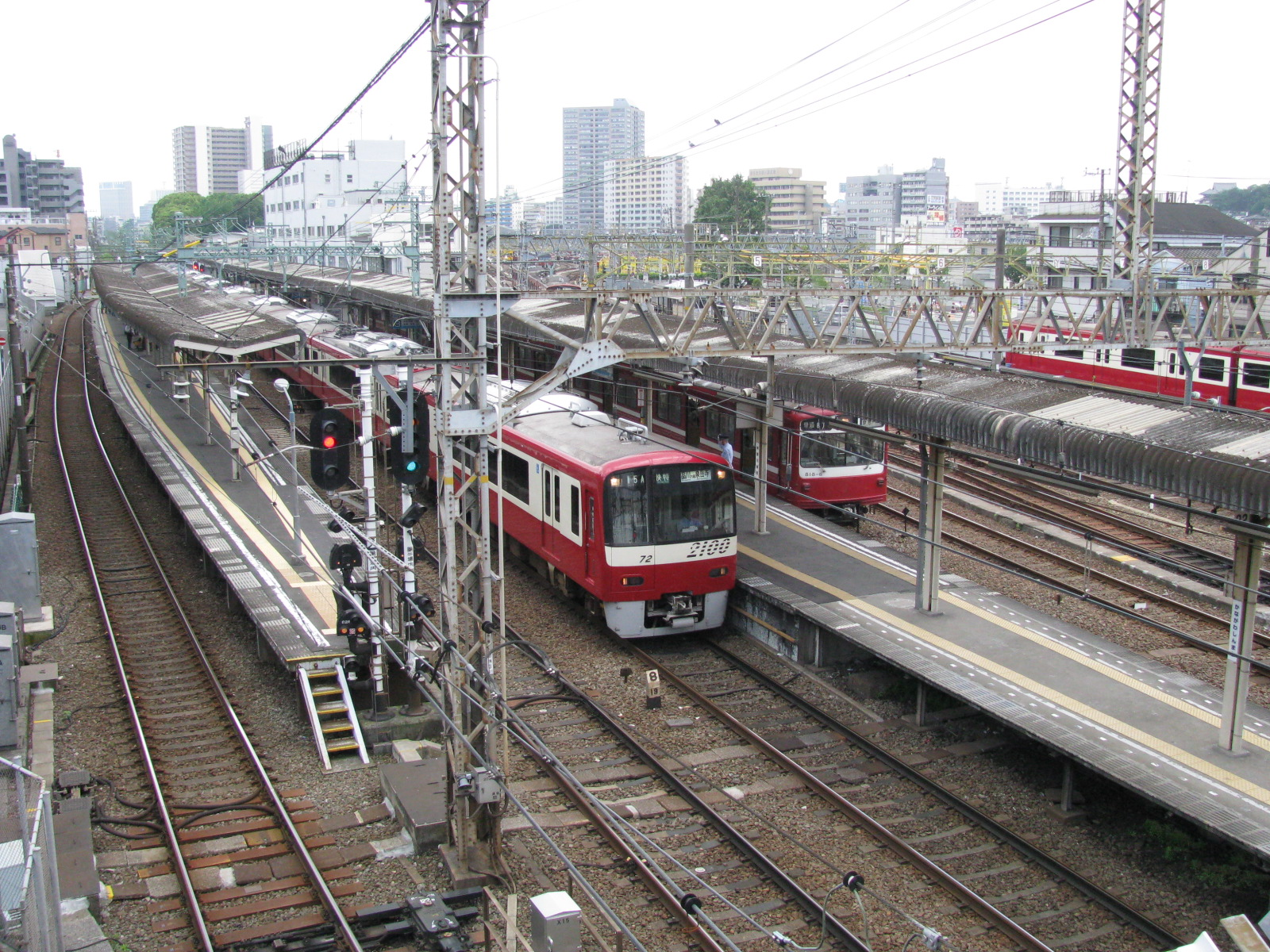
駅全景（2009年5月）

神奈川新町駅（かながわしんまちえき）は、神奈川県横浜市神奈川区亀住町にある、京浜急行電鉄（京急）本線の駅である。駅番号はKK34。

## 歴史
- 1915年（大正4年）8月21日 - 新町駅として開業。駅名は神奈川宿新町に由来する。
- 1927年（昭和2年）4月 - 神奈川新町駅に改称。
- 1965年（昭和40年）2月21日 - 隣駅の子安駅に代わり、特急停車駅となる。
- 1978年（昭和53年）3月6日 - 上りホーム有効長を12両編成対応に延長、使用開始。
  - なお、平日朝上りの特急列車12両編成運転は1974年（10両編成運転は1970年）から実施されていたが、当駅上りのホーム有効長が8両編成対応だったため、増結車は横浜駅で旅客をすべて降ろし、当駅で解放する措置を採っていた。
- 1999年（平成11年）7月31日 - 京急線の白紙ダイヤ改正により、京急蒲田駅 - 新逗子駅の急行を廃止。
- 2010年（平成22年）5月16日 - 京急線でダイヤ改正を実施。新設されたエアポート急行の停車駅となる。
- 2019年（令和元年）9月5日 - 当駅構内の踏切[1]で、快特が大型トラックと衝突する事故が発生（京浜急行本線神奈川新町第1踏切衝突事故）[2][3]。

## 駅構造
島式ホーム2面4線を有する地上駅。改札口は国道15号側の正面の中央口と、運転車両部運転課育成センター内にある西口の2か所がある。ホームの有効長は上り線12両分、下り線8両分である。そのため、12両編成で運行される下り特急の後部4両は、京急川崎止まりとして案内される。京急川崎駅から当駅までは回送扱いで運転し、当駅で切り離しを行った後に新町検車区へ入庫する場合と、前8両が出発後に4両編成の所定停止位置目標まで移動し、6両編成の当駅止まりと車両交換をし、当駅始発普通として出発する2つのケースがある。
当駅 - 子安駅間は三線区間（上りのみ2線、ただし側線も多数）となっており、4番線は子安駅4番線へと線路が続いている。そのため、特急と普通の同時発車や快特と並走追い越しも行われている。
また、例外として、先発の当駅3番線発普通と後発の4番線発特急または急行が平面交差して、先発の当駅3番線発普通が子安4番線に入り、後発の当駅4番線発の特急または急行が本線に入り子安駅を通過し、普通が待避する場面がある。
2022年11月26日のダイヤ改正以降、日中の普通は当駅で特急または急行の接続待ちを行う。また、一部の普通は当駅で乗り継ぎとなる。かつては、朝ラッシュ時の一部特急が当駅で快特を待避していた。
なお、当駅は京急の運転上の拠点駅であるため車両の入換が多く、他の運転拠点駅と同様に自動接近放送が導入されていない。ただし、自動接近放送の導入されていない他の運転拠点駅とは異なり、当駅では通過列車が存在するため、列車が通過する際はあらかじめ信号所係員による放送を入れてホーム上の安全を確保している。

### のりば
| 番線 | 路線 | 方向 | 行先                    |
| ---- | ---- | ---- | ----------------------- |
| 1・2 | 本線 | 下り | 横浜・三浦海岸方面      |
| 3・4 | 本線 | 上り | 羽田空港方面 / 品川方面 |

新町検車区への入・出区のため、当駅発着の列車が設定されている。かつては金沢文庫駅と同様に車両の方向幕において行先が『新町』と省略表記されていたが、現在は正式名称で表記されている。

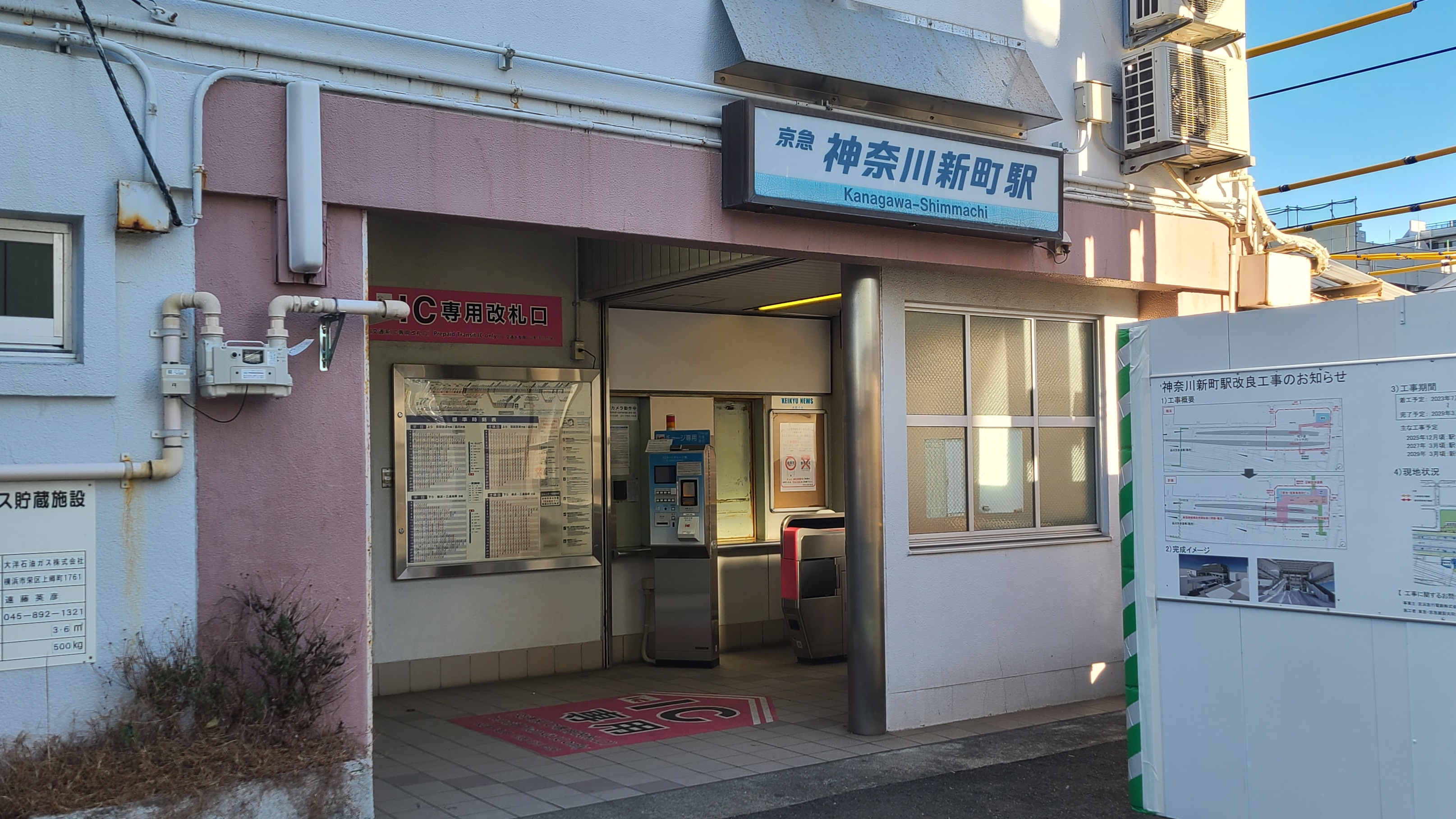
西口（2025年1月）

## 利用状況
横浜市統計書によると2023年度の1日平均乗降人員は16,706人（乗車人員：8,341人、降車人員：8,365人）である。
2022年度の1日平均乗降人員は16,187人であり、京急線全72駅中36位。特急停車駅ではあるが、急行停車駅の京急鶴見駅、京急東神奈川駅、普通のみ停車する鶴見市場駅、生麦駅より少ない。
近年の1日平均乗降人員と乗車人員の推移は下表の通り。
| 年度               | 1日平均 乗降人員 | 1日平均 乗車人員 | 出典       |
| ------------------ | ---------------- | ---------------- | ---------- |
| 1980年（昭和55年） |                  | 4,997            |            |
| 1981年（昭和56年） |                  | 5,211            |            |
| 1982年（昭和57年） |                  | 5,534            |            |
| 1983年（昭和58年） |                  | 5,533            |            |
| 1984年（昭和59年） |                  | 5,340            |            |
| 1985年（昭和60年） |                  | 5,307            |            |
| 1986年（昭和61年） |                  | 5,411            |            |
| 1987年（昭和62年） |                  | 5,314            |            |
| 1988年（昭和63年） |                  | 5,532            |            |
| 1989年（平成元年） |                  | 5,858            |            |
| 1990年（平成02年） |                  | 6,682            |            |
| 1991年（平成03年） |                  | 8,227            |            |
| 1992年（平成04年） |                  | 8,255            |            |
| 1993年（平成05年） |                  | 7,852            |            |
| 1994年（平成06年） |                  | 8,216            |            |
| 1995年（平成07年） |                  | 8,310            | [ * 1 ]    |
| 1996年（平成08年） |                  | 7,885            |            |
| 1997年（平成09年） |                  | 7,849            |            |
| 1998年（平成10年） |                  | 8,340            | [ * 2 ]    |
| 1999年（平成11年） |                  | 7,766            | [ * 3 ]    |
| 2000年（平成12年） | 15,799           | 7,721            | [ * 3 ]    |
| 2001年（平成13年） | 15,709           | 7,663            | [ * 4 ]    |
| 2002年（平成14年） | 15,502           | 7,550            | [ * 5 ]    |
| 2003年（平成15年） | 15,523           | 7,561            | [ * 6 ]    |
| 2004年（平成16年） | 16,254           | 7,931            | [ * 7 ]    |
| 2005年（平成17年） | 16,760           | 8,222            | [ * 8 ]    |
| 2006年（平成18年） | 16,922           | 8,240            | [ * 9 ]    |
| 2007年（平成19年） | 16,243           | 7,906            | [ * 10 ]   |
| 2008年（平成20年） | 16,860           | 8,237            | [ * 11 ]   |
| 2009年（平成21年） | 17,009           | 8,348            | [ * 12 ]   |
| 2010年（平成22年） | 16,736           | 8,223            | [ * 13 ]   |
| 2011年（平成23年） | 16,372           | 8,040            | [ * 14 ]   |
| 2012年（平成24年） | 16,483           | 8,121            | [ * 15 ]   |
| 2013年（平成25年） | 17,398           | 8,576            | [ * 16 ]   |
| 2014年（平成26年） | 17,084           | 8,441            | [ * 17 ]   |
| 2015年（平成27年） | 18,310           | 9,051            | [ * 18 ]   |
| 2016年（平成28年） | 19,020           | 9,429            | [ * 19 ]   |
| 2017年（平成29年） | 19,267           | 9,562            | [ * 20 ]   |
| 2018年（平成30年） | 19,682           | 9,766            | [ * 21 ]   |
| 2019年（令和元年） | 19,584           | 9,683            | [ * 22 ]   |
| 2020年（令和02年） | 15,573           |                  | [ 京急 2 ] |
| 2021年（令和03年） | 15,283           |                  | [ 京急 3 ] |
| 2022年（令和04年） | 16,187           |                  | [ 京急 1 ] |

## 駅周辺
- 新町検車区・運転車両部運転課育成センター - 京急の車掌・運転士の教習・研修はすべてここで行われる。
- テクノウェイブ100
  - テクノウェイブ100ビル内郵便局
- 神奈川白幡郵便局
- ニューステージ横浜
- NTT新町ビル
- 白百合乳児保育園
- オートバックス東神奈川
- 国道1号
- 国道15号
- かつては在日米軍神奈川ミルクプラント（横浜ノース・ドック参照）が駅北側にあったが、2000年3月31日に返還されて解体された。なお、跡地は浦島公園を拡張し整備された。
- まいばすけっと
- 横浜中央看護専門学校
- shinmachi1、shinmachi2（共に複合商業施設）
- 神奈川郵便局
- 笠䅣稲荷神社

## バス路線
- 横浜市営バス「新町」停留所 - 国道15号上・徒歩2分。
  - <86> 生麦行 / 横浜駅前行

- 横浜市営バス「浦島小学校前」停留所 - 国道1号上・徒歩5分。
  - <7> 川崎駅西口行 / 横浜駅前行
  - <29> 鶴見駅行 / 横浜駅前行
  - <59> 綱島駅行 / 横浜駅西口行 / 大豆戸交差点行（最終便のみ）

## その他
- 従来、当駅終着列車の車両の行先表示幕は「新町」表記であったが、新規導入車両や字幕を更新した車両では「神奈川新町」と表記される。
- 中央駅舎およびホームへの連絡通路を改築し、駅舎および付近一帯を含む新たな駅ビルを建設する計画が進行中であるが、着工が遅れている。

## 隣の駅
京浜急行電鉄
 本線
■快特
通過
■特急
京急川崎駅 (KK20)  - 神奈川新町駅 (KK34)  - 横浜駅 (KK37)
■急行
京急鶴見駅 (KK29)  - 神奈川新町駅 (KK34)  - 京急東神奈川駅 (KK35)
■普通
子安駅 (KK33) - 神奈川新町駅 (KK34)  - 京急東神奈川駅 (KK35)